# Legio I Adiutrix

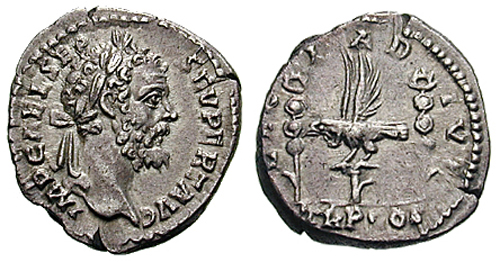
I Adiutrix Septimius Severusnak tett szolgálataiért veretett denarius.

Legio Prima Adiutrix Pia Fidelis Bis Constans: római csapattest, melyet valószínűleg időszámításunk szerint 68-ban alapított Servius Sulpitius Galba, Nero császár utasítására. Az utolsó feljegyzést, amely említést tesz a légióról 344-ben jegyezték fel, amikor a légió Pannóniában állomásozott, Brigetióban a mai Szőny városában. A légió jelvénye a kecskebak és a pegazus volt. 
A tagjait Nero császár sorozta be a misenumi hajóhad tengerészeiből, de később Galba állította ki a légiót. Alapításakor a légió Róma közelében állomásozott. A zavarba ejtő négy császár évében Servius Sulpitius Galba, Marcus Salvius Otho, Aulus Vitellius Germanicus és Titus Flavius Vespasianus  évében az I. Adiutrix, Otho seregében harcolt Bedriacum mellett, ahol vereséget szenvedtek Vitellius seregeitől. Vitellius a légiót Hispániába küldte, majd 69-ben más légiókkal együtt visszarendelte Germániába a Gaius Julius Civilis vezette batavus felkelés leverésére.
A Rajna partján fekvő Moguntiacum, a mai Mainz városa volt a légió első ismert tábora, melyen osztozott a XIV. Gemina légióval. 83-ban Titus Flavius Domitianus uralkodó parancsnoksága alatt harcoltak az első Germán háborúkban, egy Rajna menti törzs a chattusok ellen. A háborúk után átvezényelték a légiót a Pannóniában álló dunai limeshez, hogy harcoljanak a dákok ellen.
96-ban Domitianus halála után, az I. Adiutrix a dunai légiókkal fontos szerepet játszott a római politikában, kényszerítve Marcus Cocceius Nervat, hogy fogadja örökösének Marcus Ulpius Traianust. Amikor Traianus uralkodó lett, szolgálatainak elismeréséül a Pia Fidelis („hűséges és kitartó”) névvel ajándékozta meg a légiót. 101 és 106 között, az új uralkodó parancsnoksága alatt, az I. Adiutrix a IV. Flavia Felix és a XIII. Gemina legióval meghódította a mai Erdély területét, és ellenőrzése alá vonta az újonnan létrehozott provinciát. 115 és 117 között a légió részt vett a Pártus Birodalom elleni hadjáratban, de Traianus halála után az új uralkodó, Publius Aelius Hadrianus visszarendelte őket  Pannóniába. 
A következő évtizedekben a légió továbbra is a dunai limesen szolgált. Marcus Aurelius alatt a légió egy újabb germán törzs a markomannok ellen harcolt. 171 és 175 között a légió parancsnoka Publius Helvius Pertinax volt, akiből 193-ban uralkodó lett egy rövid időszakra. 191-ben Septimius Severust nevezték ki a pannóniai légiók parancsnokának, és az I. Adiutrix bevonult Rómába. 
Az ezt követő évtizedekben a légió újra Pannóniában állomásozott, de részt vettek még néhány a  Parthusok elleni hadjáratban:
- Septimius Severus parthusok elleni I hadjáratában (195)
- Septimius Severus parthusok elleni II hadjáratában (197-198)
- Caracalla pártusok elleni hadjáratában (215-217)
- III. Gordianus pártusok elleni hadjáratában (244)

Valamikor a 3 évszázadban az I. Adiutrix elnyerte a Pia Fidelis Bis és a Constans megnevezést,  többször bizonyított hűségük, kitartásuk és megbízhatóságuk elismeréseként.

## Hadjáratok
- Polgárháború a négy császár évében (68-69)
- A batavus felkelés leverése (69)
- I. germán háború a chattusok ellen (83)
- I. dák háború (86-88)
- II. dák háború (101-106)
- Traianus pártusok elleni hadjárata (115-117)
- II. germán háború a markomannok ellen (171-175)
- Septimius Severus pártusok elleni I. hadjárata (195)
- Septimius Severus pártusok elleni II. hadjárata (197-198)
- Caracalla pártusok elleni hadjárata (215-217)
- III. Gordianus pártusok elleni hadjárata (244)